# 新垣修
新垣 修（あらかき おさむ、1964年 - ）は、日本の国際政治学者、専門分野は国際関係論、難民研究。国際基督教大学教養学部教授。

## 概要
1964年沖縄県生まれ。1991年明治学院大学法学部卒業。1995年トロント大学修士課程修了し、2003年ヴィクトリア大学（ニュージーランド）Ph.D.取得。
国連難民高等弁務官事務所法務官補、国際協力事業団（現・国際協力機構）ジュニア専門員、ハーバード大学ロースクール客員フェロー、東京大学大学院総合文化研究科客員准教授、広島市立大学教授などを経て現職となる。

## 著書
- 『フリチョフ・ナンセン: 極北探検家から「難民の父」へ』（2022年、太郎次郎社エディタス）
- 『時を漂う感染症　国際法とグローバル・イシューの系譜』（2021年、慶應義塾大学出版会）